# Mikroregion (Czechy)
Mikroregion – w Czechach związek gmin utworzony na podstawie ustawy 128/2000 Sb.

## Przykłady
- Mikroregion Pobečví